# Issue fatale
Pour plus de détails, voir Fiche technique et Distribution.
 Issue fatale (Last Exit) est un téléfilm canadien diffusé en 2006 et réalisé par John Fawcett .

## Fiche technique
- Réalisateur : John Fawcett
- Année de production : 2006
- Durée : 89 minutes
- Format : 1,78:1, couleur
- Son : stéréo
- Dates de premières diffusions :
  -  Canada : 9 juillet 2006

## Distribution
- Kathleen Robertson : Beth Welland
- Andrea Roth : Diana Burke
- Linden Ashby : Scott Burke
- Ben Bass : David
- Cas Anvar : Constable Salam Barakat